# William Wood
William Wood   (Winnipeg, 6 de gener de 1899 - Vancouver, 2 d'octubre de 1969) fou un remer canadenc que va competir durant la dècada de 1920.
El 1924 va prendre part en els Jocs Olímpics de París, on va guanyar la medalla de plata en la competició de quatre sense timoner del programa de rem. Formava equip amb Archibald Black, George MacKay i Colin Finlayson.